# LS Большой Медведицы
LS Большой Медведицы (лат. LS Ursae Majoris), HD 70645 — двойная звезда в созвездии Большой Медведицы на расстоянии приблизительно 373 световых лет (около 114 парсеков) от Солнца. Видимая звёздная величина звезды — от +8,32m до +8,12m.

## Характеристики
Первый компонент — жёлто-белая переменная звезда типа Гаммы Золотой Рыбы (GDOR) спектрального класса F0.